# Geay, Deux-Sèvres

Geay este o comună în departamentul Deux-Sèvres, Franța. În 2009 avea o populație de 344 de locuitori.